# Punta Venere
Punta Venere (pointe Vénus in francese) è il capo settentrionale dell'isola di Tahiti in Polinesia francese. Deve il suo nome al navigatore britannico James Cook che vi sbarcò per poter osservare il transito di Venere nel 1769.